# Gheorghe Tătaru
Gheorghe Tătaru (n. 5 mai 1948, București, România – d. 19 decembrie 2004, Iași, România) a fost un fotbalist român, care a jucat în majoritatea carierei sale fotbalistice la Steaua București. A jucat în echipa națională de fotbal a României la Campionatul Mondial de Fotbal din Mexic, 1970. A fost Maestru al Sportului, cunoscut în fotbal cu numele de "Tătaru 2" dat fiind faptul că este fratele mai mic al unui alt mare fotbalist al CCA -ului și al echipei naționale a României pe nume Nicolae Tătaru. A fost unul dintre cei mai prolifici atacanți ai echipei Steaua București din întreaga istorie a clubului, fiind de 3 ori golgheterul echipei.

## Cariera
Gheorghe Tătaru a început fotbalul la echipa CCA Steaua București în 1959; a jucat la acest club până în anul 1974. Cu CCA Steaua București a câștigat un titlu de campion național în ediția de campionat 1967-1968 și de 3 ori Cupa României edițiile 1968-1969, 1969-1970, 1970-1971. În Divizia A de fotbal a României a jucat de 272 de ori marcând 80 de goluri. Prezențe în Divizia A în tricoul Stelei în 169 de meciuri pentru care a marcat de 57 de ori. În anul 1971 a câștigat titlul de "Golgheter al Diviziei A". A jucat în echipa națională a României de 10 ori și a marcat pentru aceasta 3 goluri. După plecarea din Ghencea, a mai jucat la echipele: 1975 Chimia Rm. Vâlcea, 1975-1980 CS Târgoviște, 1981-1982 Autobuzul București și 1983-1984 Unirea Slobozia. A fost un jucător complet, posesor al unui bogat registru tehnico-tactic.
S-a stins pe 19 decembrie 2004 la Iași, unde urma să participe cu echipa de juniori născuți 1992 a Clubului Steaua la Turneul Final, faza pe țară, a Campionatului Național de Sală Gheorghe Ola.

### Palmares
- Campion Național al României cu Steaua ediția (1967-1968)
- 3 Cupe ale României cu Steaua edițiile (1968-1969); (1969-1970); (1970-1971)
- Golgheter al Diviziei A (1971)
- Maestru Emerit al Sportului

### Aprecieri
- Sorin Cârțu: „Până la vârsta de 15 ani când am ajuns la echipa de tineret a Universității Craiova eram stelist. Dormeam cu pozele lui Gheorghe Tătaru și Anghel Iordănescu sub pernă. Tătaru a fost un fotbalist super-tehnic. Un jucător de rasă care ieșea din tiparele fotbalului. Dumnezeu să-l ierte!”
- Nicolae Lupescu: „A fost un mare fotbalist și un foarte bun coleg. A fost un cavaler. Mereu era respectat și respecta la rândul său”.